# فشانجرد
فشانجرد، روستایی است از توابع بخش هلالی در شهرستان جغتای استان خراسان رضوی ایران.

## جمعیت
این روستا در دهستان میان جوین قرار داشته و بر اساس سرشماری سال ۱۳۸۵ جمعیت آن ۸۸۸ نفر (۲۲۷ خانوار)
بوده است.